# Proyecto Numancia
Proyecto Numancia fue un grupo de música folklórica de Argentina. Originario de Florida, en Vicente López conformado por Juan Martitegui en percusión y David en bajo eléctrico.
Algunos de los títulos de sus canciones eran: La segunda conquista, Canción del enjaulado, La muralla, y otros.